# Usk
Usk (walisisk: Brynbuga) er en by og community i Monmouthshire, Wales, omkring 16 km nordøst for Newport. Den ligger ved floden Usk, og en stenbro går over floden og danner den vestlige indgang til byen. Usk Castle, der ligger på et højdedrag over byen, har overblik over denne gamle hovedvej. Byen udviklede sig som en lille købstad med en smule industri inklusive Japanware, og med kendt fængsel opført i 1841/42.
I moderne tid er Usk blevet kendt for sine Britain in Bloom-konkurrencer, og den vandt Large Village award i 2005. I 2001 havde byen 2.318 indbyggere, og dette var steget til 2.834 i 2011.